# Francisco Tolentino
Francisco Tolentino Vieira de Sousa (São José, 14 de julho de 1845 — São José, 14 de fevereiro de 1904) foi um político, advogado provisionado e jornalista brasileiro.

## Biografia
Filho de João Francisco de Sousa e de Maria Clementina Vieira de Sousa.
Foi deputado à Assembleia Legislativa Provincial de Santa Catarina na 22ª legislatura (1878 — 1879), na 23ª legislatura (1880 — 1881), na 24ª legislatura (1882 — 1883), na 25ª legislatura (1884 — 1885), na 26ª legislatura (1886 — 1887), na 27ª legislatura (1888 — 1889).
Foi deputado ao Congresso Representativo de Santa Catarina na 1ª legislatura (1891 — 1893), e presidente da Assembleia em 1891.
Foi deputado na Câmara dos Deputados do Brasil, representando Santa Catarina, na 2ª legislatura (1894 - 1896), na 3ª legislatura (1897 - 1899), na 4ª legislatura (1900 - 1902), e na 5ª legislatura (1903 - 1905), mandato este no qual faleceu, sendo sua vaga ocupada por Luís Antônio Ferreira Gualberto.

## Academia Catarinense de Letras
É patrono da cadeira 13 da Academia Catarinense de Letras.

## Reconhecimento na cultura
No centro de Florianópolis está localizada a rua Francisco Tolentino.